# Зографски мъченици
Зографските мъченици са 22-ма православни духовници и 4-ма православни миряни, загинали мъченически в Зографския манастир на Света гора, Византийската империя, през 1276 година.
Преподобномъчениците са игуменът Тома и монасите Варсонофий, Кирил, Михей, Симон, Иларион, Яков, Йов, Киприян, Сава, Яков, Мартиниан, Козма, Сергий, Мина, Йоасаф, Йоаникий, Павел, Антоний, Евтимий, Дометиан, Партений. Заедно с тях пострадват и четирима миряни, чиито имена са неизвестни. Те не приемат Лионската уния, заради което изгорели в манастирската кула, опожарена от папистите на 10 октомври 1276 година. Църквата чества паметта им на тази дата.
За мъчениците съобщава средновековният „Разказ за зографските мъченици“, запазен в ръкопис от XVII в., който руският учен Виктор Григорович намерил в тогавашното село (сега град) Шипка. Ръкописът се пази в Руската държавна библиотека, Москва.
Текстът на разказа, издаван в оригинал от Константин Радченко и от Йордан Иванов, е преведен сега на новобългарски и английски език. Някои учени оспорват неговата историческа достоверност.